# Prochoristis campylopa
Prochoristis campylopa là một loài bướm đêm trong họ Crambidae.